# Karakó
Karakó ist eine ungarische Gemeinde im Kreis Celldömölk im Komitat Vas.

## Geografische Lage
Karakó liegt 46 Kilometer südöstlich des Komitatssitzes Szombathely, 16 Kilometer südöstlich der Kreisstadt Celldömölk, an dem Fluss Marcal. Nachbargemeinden sind Kemenespálfa, Kamond, Zalaszegvár, Nemeskeresztúr und Jánosháza. 
Nördlich des Ortes mündet der Fluss Torna in den Fluss Marcal.

## Geschichte
Im Jahr 1913 gab es in der damaligen Kleingemeinde 89 Häuser und 520 Einwohner auf einer Fläche von 1768 Katastraljochen. Sie gehörte zu dieser Zeit zum Bezirk Celldömölk im Komitat Vas.

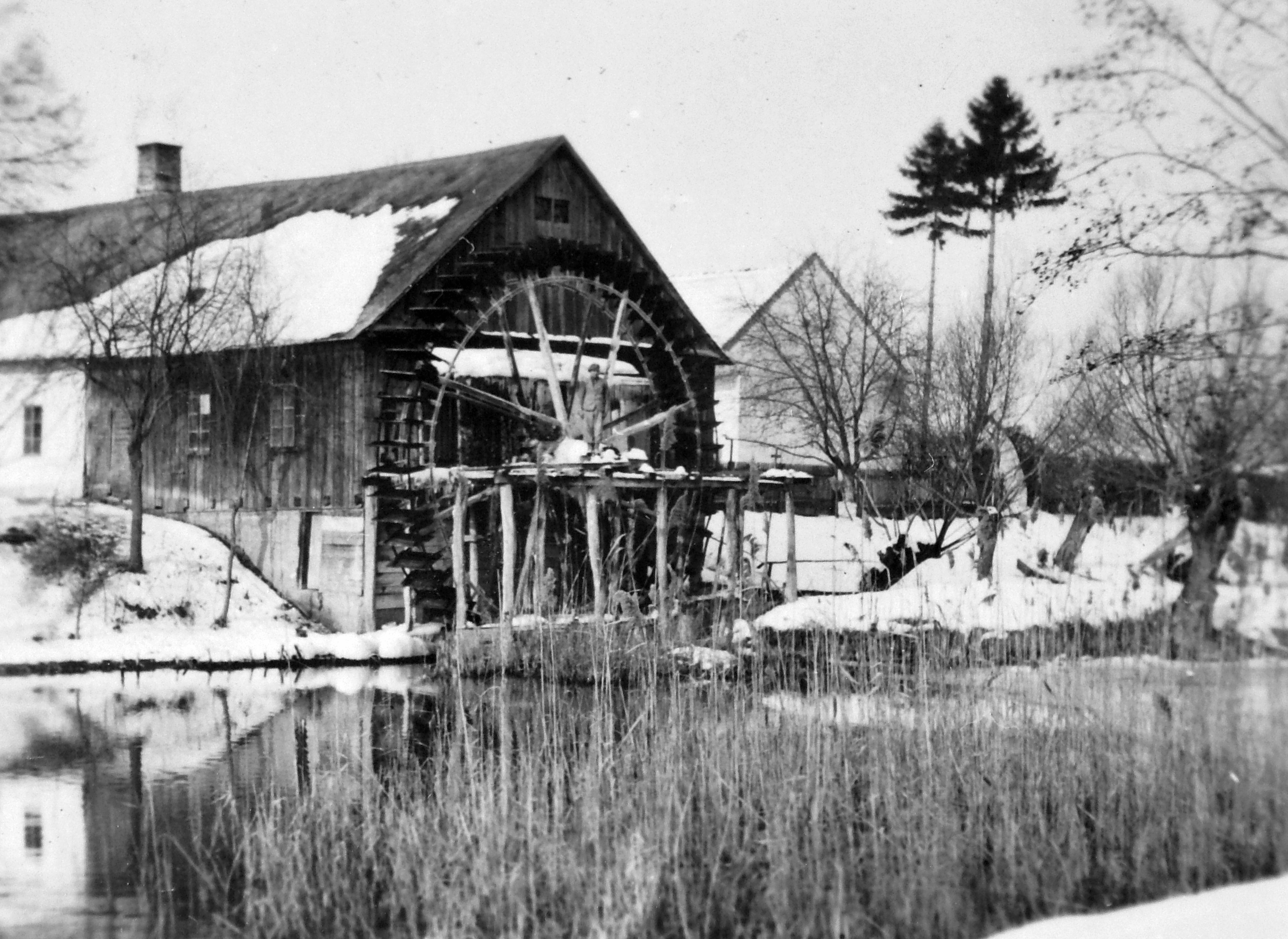
Wassermühle in Karakó am Fluss Marcal (1939)

## Sehenswürdigkeiten
- Kruzifixe
- Marienstatue mit Kind, erschaffen 1902 von József Kondor
- Römisch-katholische Kirche Szent Mihály, erbaut in den 1780er Jahren im barocken Stil
- Schloss Pálos (Pálos kastély)
- Standbild des heiligen Johannes Nepomuk (Nepomuki Szent János szobor) vom Anfang des 19. Jahrhunderts
- Szent-Flórián-Statue aus der Mitte des 19. Jahrhunderts
- Weltkriegsdenkmal

## Verkehr
Durch Karakó verläuft die Landstraße Nr. 7381, nördlich des Ortes die  Hauptstraße Nr. 8. Es bestehen Busverbindungen über Kamond und Kerta nach Iszkáz sowie nach Jánosháza, wo sich der nächstgelegene Bahnhof befindet.